# Melbu
Melbu est une localité de l'île d'Hadseløya  dans le comté de Nordland, en Norvège.

## Description
Administrativement, Melbu fait partie de la kommune de Hadsel.
C'est un port de pêche important, sur le côté sud de l'île, avec une grande flotte de chalutiers et une transformation du poisson dont les racines remontent au XIXe siècle.
Melbu a un musée de l'industrie de la pêche. Un car-ferry rejoint Fiskebøl sur le côté nord de l'île d'Austvågøya.

## Quelques vues de Melbu

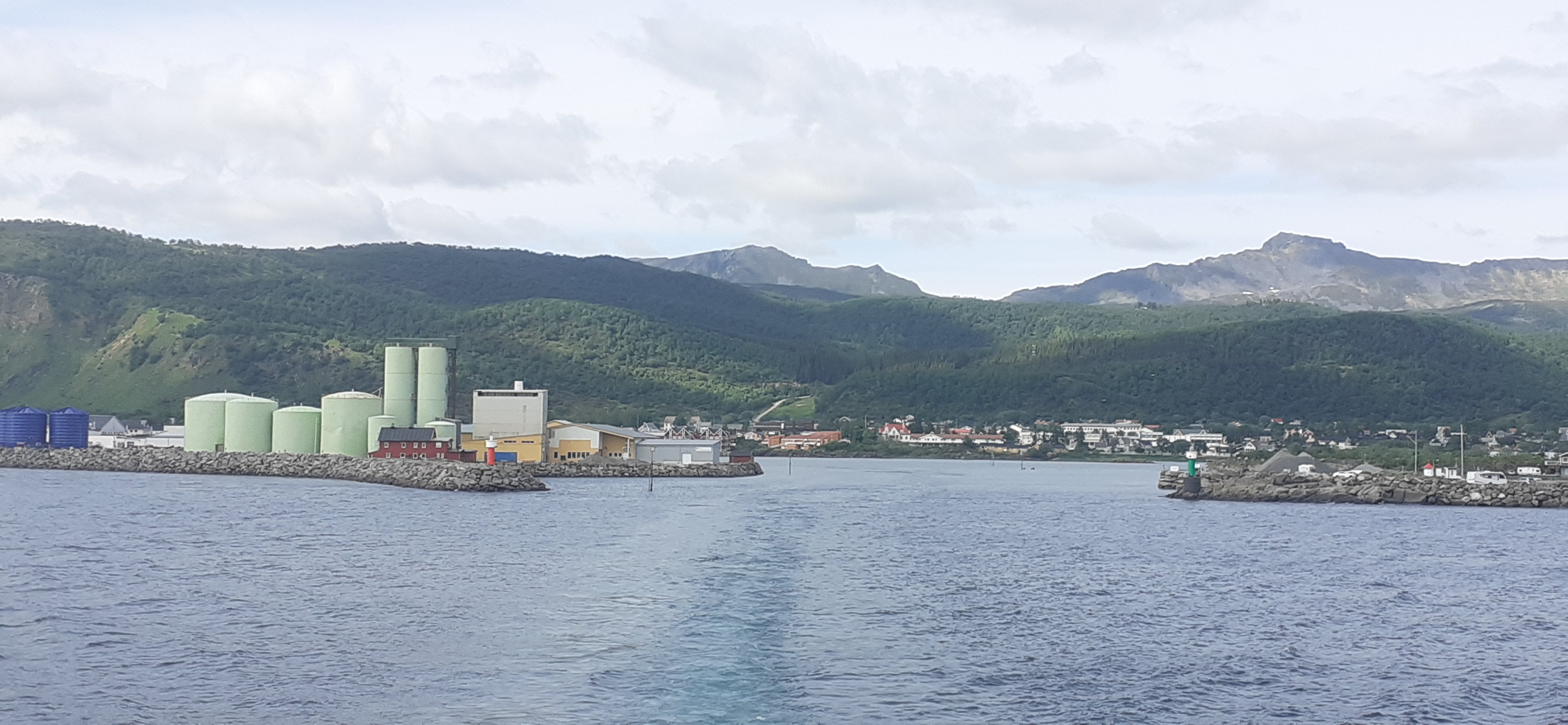
Entrée du port de Melbu
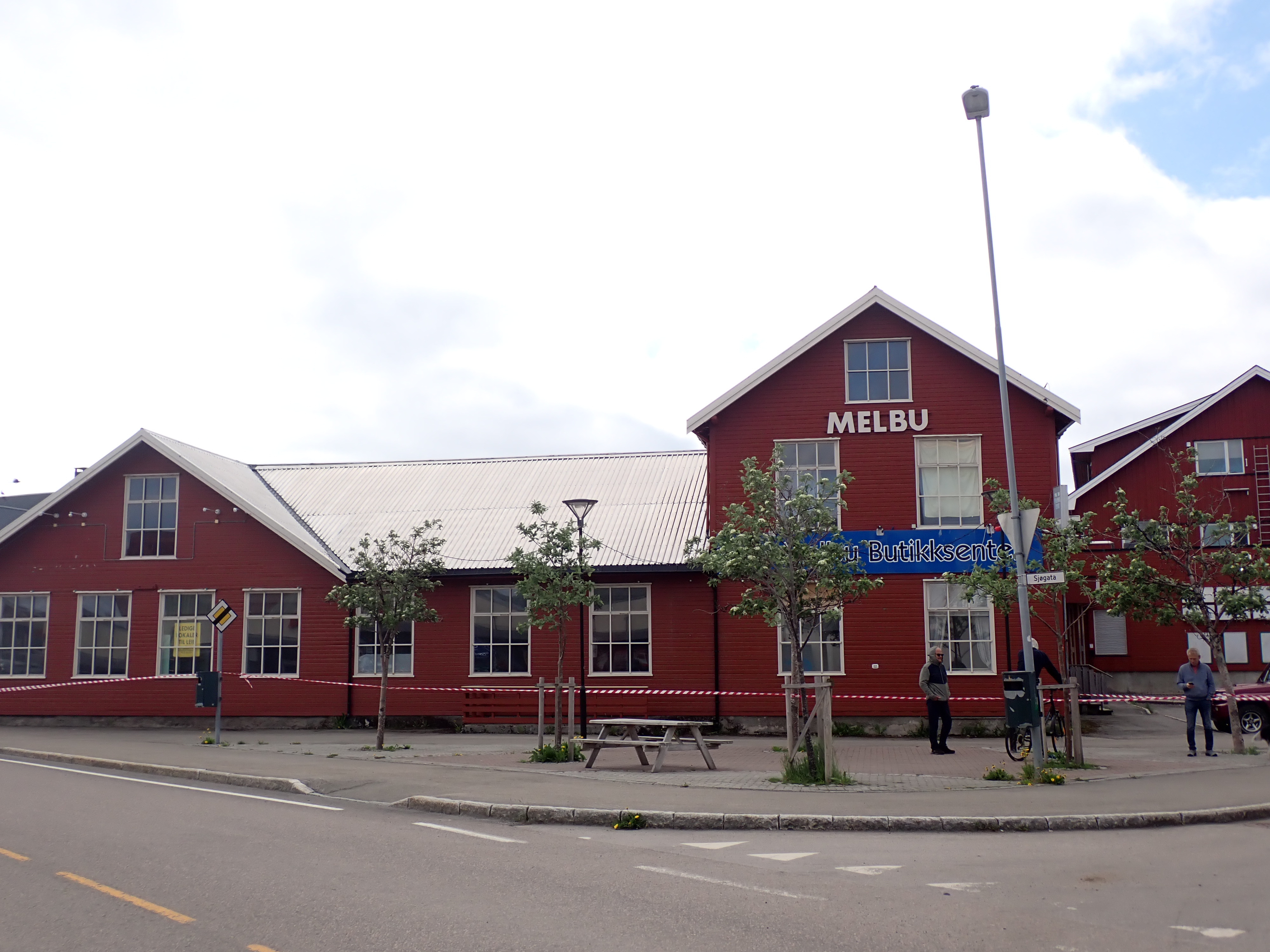
Butikksenter, Strandgata 6
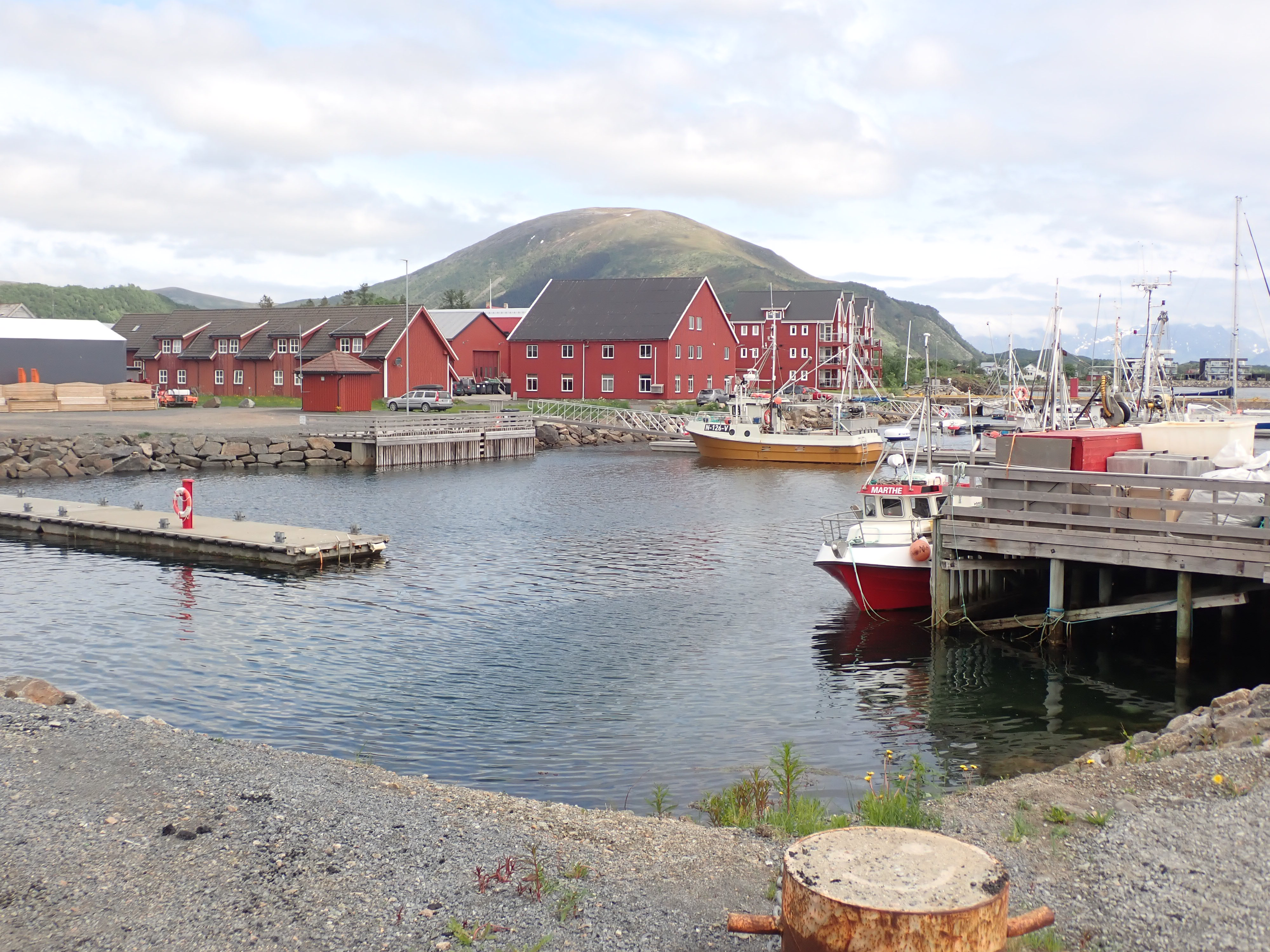
Bassin de plaisance